# Ullerslev Kulturhus
Ullerslev Kultur- og Idrætscenter er etableret efter en ombygning af dele af Ullerslev Hallerne og Ullerslev Centralskole. Efter ombygningen indeholder Ullerslev Kulturhus blandt andet nye lokaler for Ullerslev Bibliotek, samt cafeteria, møde- og klublokaler, motionscenter m.m. Det er planlagt at lave tennisbaner på tilhørende græsarealer.

## Baggrund
Tegnestuen Arki Partners i Odder, der stod bag udformningen, samarbejdede med byens borgere om en forbedret helhedsplan for Ullerslev by. En del af løsningen på byens behov var at bygge et aktivitetshus i tilknytning til Ullerslev Centralskole og byens idrætsklub. Tilbygningen udgør 500 m² og ombygningen i alt 600 m². 

## Indretning
Nybygningen omfatter en kultursal med køkken, mødelokaler, omklædningsfaciliteter og en ny indgang i 2 etager ved Ullerslev Hallernes klublokaler. Samtidigt er der skabt et kombi-bibliotek med to "torve". Det ene torv henvender sig til byens borgere og det andet er knyttet til det eksisterende skolebibliotek.
Kultursalen er karakteriseret ved at være et højloftet rum, der åbner sig op mod boldbanerne udenfor de store vinduespartier. Limtræsbjælkerne, som bærer taget, er synlige inde og ude under det store udhæng. Loftsbeklædningen går også igen både inde og ude. Det anvendte materiale er bragt i harmoni med den synlige trækonstruktion. 
Et mægtigt udhæng udgør en overgang mellem multisalen og de udendørs faciliteter. Slanke træsøjler understøtter limtræsbjælkerne og markerer rummet. 
Forbindelsen mellem ude og inde er en væsentlig del af bygningens udtryk og fremstår som en imødekommende og nutidig arkitektur. Ullerslev Kulturhus huser både aktiviteter af mange slags, herunder koncerter, og er i daglig brug i tilknytning til byens Centralskole. 

## Eksterne henvisning
- Billeder af indretningen (Webside ikke længere tilgængelig)
- Omtale i kommuneplanen (Webside ikke længere tilgængelig)

|  | Denne artikel om en bygning eller et bygningsværk kan blive bedre, hvis der indsættes et (bedre) billede. Du kan hjælpe ved at afsøge Wikimedia Commons for et passende billede eller lægge et op på Wikimedia Commons med en af de tilladte licenser og indsætte det i artiklen. |

55°21′35.57″N 10°40′15.64″Ø / 55.3598806°N 10.6710111°Ø